# グエン・ティ・ビン
グエン・ティ・ビン（ベトナム語: Nguyễn Thị Bình, 漢字: 阮氏平 , 1927年5月26日 - ）は、ベトナムの女性政治家で外交官。